# Маас
Мьоз пренасочва насам.  За департамента във Франция вижте Мьоз (департамент).
Маас или Мьоз (на френски: Meuse; на нидерландски: Maas) е голяма река в Западна Европа, която протича по територията на Североизточна Франция (департаменти Горна Марна, Вогези, Мьоз и Ардени), Източна Белгия (провинции Намюр, Лиеж и Лимбург) и Южна Нидерландия (провинции Лимбург, Северен Брабант и Гелдерланд), вливаща се в Северно море чрез общата делта на Рейн-Маас-Схелде. Дължина 925 km, площ на водосборния басейн 36 000 km².

## Географска характеристика

### Извор, течение, устие
Река Маас води началото си от извор-чешма, на 411 m н.в. под името Мьоз, от североизточната част на платото Лангър, в югоизточната част на департамента Горна Марна, във Франция. Почти по цялото си протежение (с изключение на най-долното си течение, където тече на запад) тече предимно в северна посока. В горното си течение (до град Седан) тече в сравнително тясна (1 – 2 km) и дълбока долина между нископланинските масиви Аргон на запад и Мьоз на изток. След това (между Седан и Намюр) в много дълбока и тясна долина, с множество красиви планински меандри проломява западните ниски части на планината Ардени, като същевременно след последния френски град Живе навлиза на белгийска територия. При град Намюр завива на североизток и запазва това си направление до град Лиеж като в този участък долината на Маас е асиметрична с ниски и полегати леви склонове и високи и стръмни десни покрай възвишението Кондроз. След град Лиеж Маас отново се насочва на север, преминава на територията на Нидерландия и навлиза в крайната западна част на обширната Средноевропейска равнина. В този участък Маас става много голяма и пълноводна река, като нивото на водите ѝ на значително протежение са разположени над околната равнина, поради което за предотвратяването на наводнения коритото на реката е оградено с високи предпазни диги. На 18 km южно от град Ротердам Маас се влива в Северно море чрез общата делта на Рейн-Маас-Схелде.

### Водосборен басейн, притоци
Водосборният басейн на Маас обхваща площ от 36 000 km², като речната му мрежа е двустранно развита, но притоците му са предимно къси и водосборният му басейн е тесен и дълъг. На север, изток и запад водосборният басейн на Маас граничи с водосборните басейни на реките Рейн, Шелда и други по-малки, вливащи се в Северно море, на юг – с водосборния басейн на река Рона (от басейна на Средиземно море), а на югозапад – с водосборните басейни на реките Сена и Сома (от басейна на Атлантическия океан). Водосборният басейн на реката обхваща части от пет държави: Белгия (14 000 km², 38,9%), Франция (8 000 km², 25%), Нидерландия (8 000 km², 22,2%), Германия (2 000 km², 5,6%) и Люксембург (1 000 km², 2,8%).
Основни притоци:
- леви – Бар (62 km), Сормон (57 km, 411 km²), Самбра (193 km, 2740 km²), Меен (59 km, 352 km²), Екер (54 km, 463 km²),
- десни – Музон (63 km, 414 km²), Вер (65 km, 549 km²), Шиер (130 km, 2222 km²), Семуа (210 km, 1329 km²), Лес (89 km), Урт (130 km, 3624 km²), Гел (56 km, 121 km²), Рур (1165 km, 2361 km²), Нирс (113 km, 1373 km²).[1]

### Хидроложки показатели
Река Шелда има предимно дъждовно и частично снежно подхранване с почти целогодишно пълноводие, с максимум през зимата и пролетта, като в отделни участъци нивото на водата се покачва с 5 – 8 m. Среден годишен отток в долното течение 300 – 400 m³/sec, максимален 3000 m³/sec.

## Стопанско значение, селища
Реката протича през един от най-гъсто населените и индустриализирани райони на Западна Европа. Тя е плавателна за плиткогазещи речни съдове до френския град Комерси, като нагоре от град Седан коритото ѝ е шлюзовано. Посредством изградени плавателни канали („Марна-Рейн“, „Арден“, „Алберт“, „Оаз-Самбра“, „Зейм-вилемсварт“ и др.) Маас се свързва със системата от водните пътища на Франция, Белгия, Нидерландия и Германия.
Долината на реката е гъсто заселена, като най-големите селища са градовете:
- Франция – Бурмон, Ньошато, Вокульор, Комерси, Вердюн, Дьон, Стене, Седан, Шарлевил-Мезиер, Нузонвил, Бро, Ревен и Фюме;
- Белгия – Намюр, Юи, Серен, Лиеж и Ерстал;
- Нидерландия – Маастрихт, Рурмонд и Венло.[1]